# Dilochrosis bakewelli
Dilochrosis bakewelli är en skalbaggsart som beskrevs av White 1859. Dilochrosis bakewelli ingår i släktet Dilochrosis och familjen Cetoniidae. Inga underarter finns listade i Catalogue of Life.